# Joseph Heller (Zoologe)

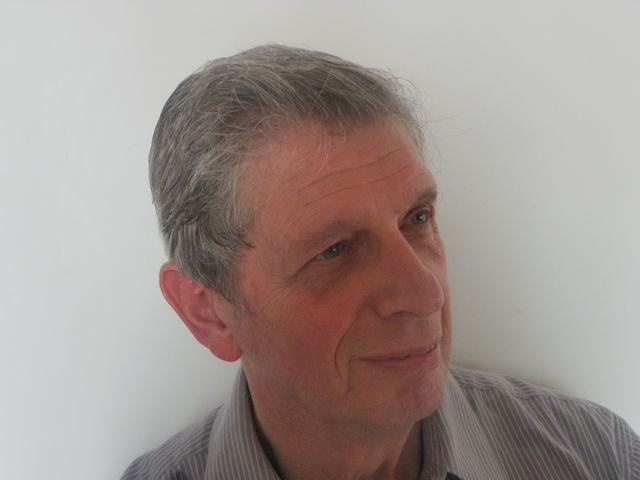
Joseph Heller

Joseph Alexander Heller (geboren am 10. April 1941 in Sydney, Australien) ist ein israelischer Zoologe, der über Weichtiere forscht (Malakologie). Heller ist emeritierter außerordentlicher Professor am Departement für Evolutionsökologie und Verhaltensforschung am Silverman-Institut für Lebenswissenschaften der Hebräischen Universität Jerusalem.

## Karriere
Heller wanderte 1949 nach Israel ein. Er erhielt 1965 seinen Bachelor in Biowissenschaften, Zoologie und Mikrobiologie, den  Master in Zoologie 1968 und den Doktortitel 1972 an der Hebräischen Universität von Jerusalem. Seine Dissertation trägt den Titel Studies on the systematics distribution and ecology of the landsnail Buliminus in Israel.
Heller war Gastwissenschaftler an den Universitäten von Liverpool, Bristol, Kapstadt und an der State University of New York at Stony Brook. 1986 wurde er in Jerusalem zum Professor ernannt. Er veröffentlichte vier Bücher und über 100 Artikel. Er verfasste die ersten Bücher über Land- und Meeresschnecken in Israel.

## Forschungsgebiete
Hellers Kernstudien beschäftigen sich mit der Taxonomie, Biogeografie und Fortpflanzungsbiologie von Schnecken in Israel und allgemein. Ebenso lieferte er Beiträge zur Naturgeschichte aktueller und fossiler Land- und Wasserschnecken, etwa zur Resistenz gegenüber Hitze und Austrocknung. Hellers Forschungsergebnisse führten zur Entwicklung einer neuen biogeografischen Methode zur Modellierung der Reaktion der Tierwelt auf klimatische Gradienten. Daraus leitete er Planungsstrategien mit Prioritätensetzung zur Erhaltung landlebender wirbelloser Tiere ab.

## Wissenschaftliche Tätigkeiten
1979 wurde Heller zum wissenschaftlichen Kurator der nationalen Mollusken-Sammlung der nationalen naturgeschichtlichen Sammlungen der Hebräischen Universität von Jerusalem berufen. Diese Position hält er bis heute inne. Er nimmt teil am Komitee für hebräische Begriffe in Zoologie und Biologie an der Akademie für hebräische Sprache. Heller ist auch Mitglied des Fauna-Komitees der israelischen Akademie der Wissenschaften. Heller war von 1989 bis 1990 Chefredakteur des Israel Journal of Zoology. Während seiner Karriere an der Hebräischen Universität von Jerusalem, wurde Heller zum Vorsteher des Departements Zoologie gewählt. Für seine eigentliche Forschung, seine jahrzehntelange Aktivität in der Wissenschaft im Allgemeinen und für die Gestaltung der wissenschaftlichen Ausbildung in Israel, wurde Heller 2010 mit der Ehrenmitgliedschaft der Zoologischen Gesellschaft Israel ausgezeichnet.

## Ausgewählte Veröffentlichungen
- Shell colours of desert landsnails. In: Malacologia. 25. Jahrgang, 1984, S. 355–359 (englisch).
- mit U. N. Safriel: Setting priorities for the conservation of land snail faunas. In: A.C. Van Bruggen & S. Wells (Hrsg.): Biodiversity and Conservation of the Mollusca. E. J. Brill, Leiden 1993, ISBN 90-73348-47-1 (englisch).
- Land Snails of the Land of Israel, Natural History and a field guide. Ministry of Defence, 1993, OCLC 67380982 (hebräisch). English edition published by Pensoft in 2009 ISBN 978-954-642-510-2.
- S.A. Levin (Hrsg.): Encyclopedia of Biodiversity, 4. Academic Press, San Diego 2001, ISBN 978-0-08-091782-5, Near East ecosystems, animal diversity, S. 329–352 (englisch).
- A historic biogeography of the aquatic fauna of the Levant. In: Biological Journal of the Linnean Society. 92. Jahrgang, 2007, S. 625–639, doi:10.1111/j.1095-8312.2007.00850.x (englisch).
- Marine Molluscs of the Land of Israel – A Natural History. Alon-Sefer, Tzora 2011, ISBN 978-965-90976-9-2 (hebräisch).
- Sea Snails – A Natural History. Illustrator: Kurz Tuvia. Springer International Publishing, Switzerland 2015, ISBN 978-3-319-15451-0 (englisch).